# Dubňany
Dubňany (německy Dubnian) jsou město v okrese Hodonín v Jihomoravském kraji, 8 km severně od Hodonína. Žije zde přibližně 6 200 obyvatel.

## Historie
První písemná zmínka o Dubňanech pochází z roku 1349 (ale již v roce 1222 je doložena existence osady Jarohněvice). Za svůj rozmach vděčí Dubňany sklářství, jehož počátky se datují do období 1873–75 a pak hlavně hornictví (těžba lignitu), jehož vznik se datuje na rozhraní 18. a 19. století. To vše je dnes již minulostí. Na město byly Dubňany povýšeny v roce 1964.

## Obecní správa a politika

### Zastupitelstvo a starosta
Od roku 1994 byl starostou František Tříska (Svobodná občanská samospráva). Na ustavujícím zasedání zastupitelstva 4. listopadu 2014 byl do této funkce opětovně zvolen.
Od 23. září 2015 byla místostarostkou Renata Prokopenková (Svobodná občanská samospráva). Oba byli do těchto funkcí zvoleni i po komunálních volbách v roce 2018. V roce 2022 byl po 28 letech zvolen nový starosta Zbyněk Lysý (Pro Dubňany) a nový místostarosta Michal Švagerka (Dubňany srdcem)
V Radě města společně se starostou a místostarostou zasednou Petr Horák, Petr Kopl, Karolína Maňáková, Zbyněk Kopeček a Pavla Zacharová

### Znak a vlajka
Po povýšení na město dne 1. července 1964 si Dubňany vzaly na znak symbol ze starých pečetí. Popis znaku: v zeleném štítě kolmo postavený stříbrný list dubu, na něm dubová ratolest s pěti žaludy v přirozené (hnědé) barvě. Po vydání zákona o obcích požádaly Dubňany o udělení praporu. Návrh zpracoval heraldik Miroslav J. V. Pavlů. List praporu tvoří tři svislé pruhy, zelený, bílý a zelený. Ve středu bílého pole je hnědá větévka s pěti žaludy z městského znaku. Poměr šířky k délce listu je 2:3.

## Hospodářství
V Dubňanech je jedna z největších solárních elektráren v České republice. Má okolo 12 000 solárních panelů s instalovaným výkonem 2,1 MW. Vybudování sedmihektarového areálu stálo 230 milionů korun.

## Pamětihodnosti
- Římskokatolický farní kostel sv. Josefa, z roku 1885. Presbytář kostela z roku 1720.
- Budova římskokatolické fary, postavená v roce 1859 vedle kostela.
- Socha sv. Jana Nepomuckého z roku 1797, stojící v parku na ulici Malá Strana.
- Socha sv. Vendelína z roku 1763, stojící v zahradě paní Křížové v ulici Hodonínská.
- Kamenný kříž z roku 1784, stojící při silnici poblíž benzinového čerpadla směrem na Kyjov.
- Prastarý dub u Jarohněvského dvora, jehož stáří je odhadováno na asi 600 let.

## Galerie

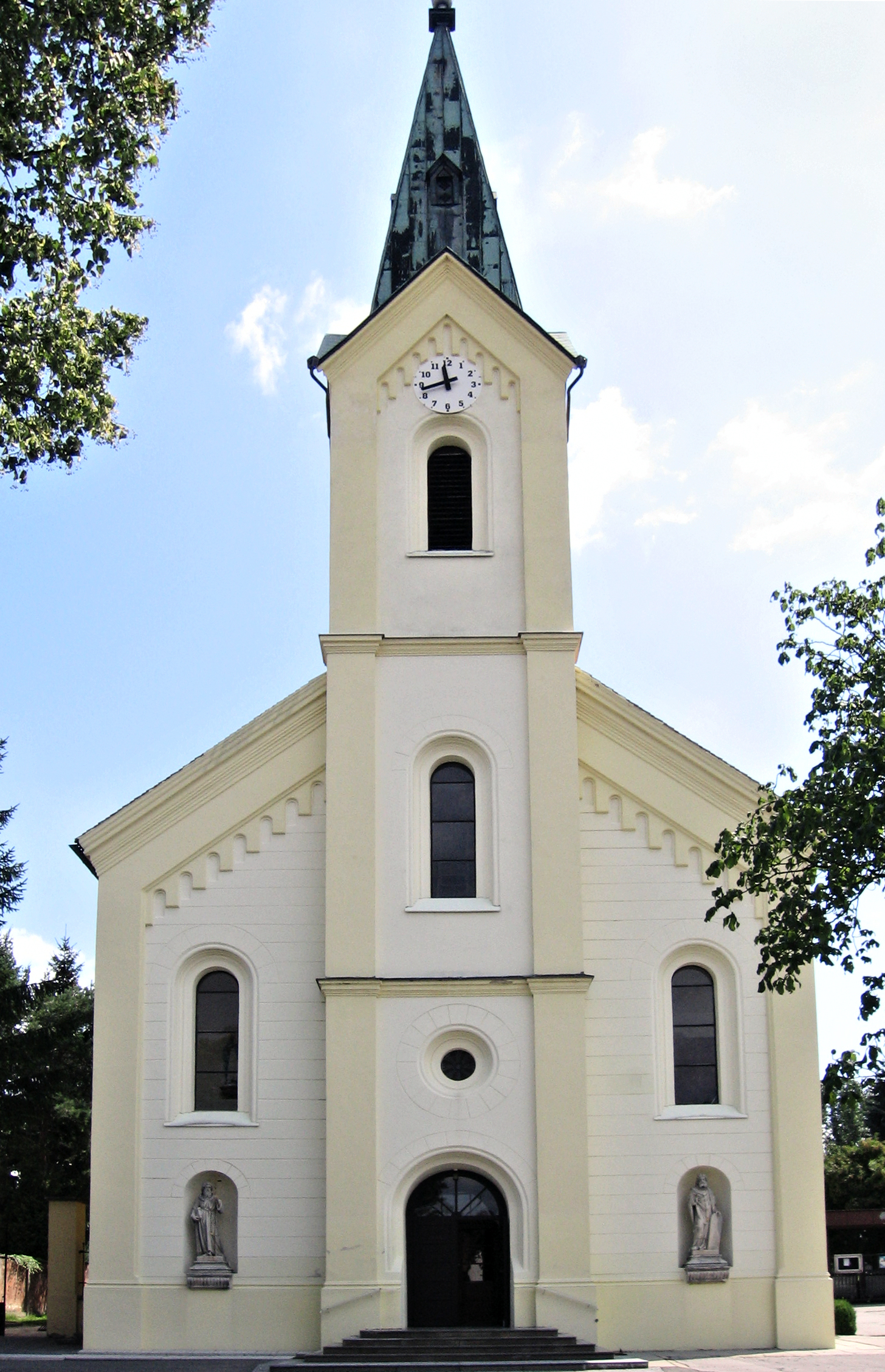
Kostel sv. Josefa
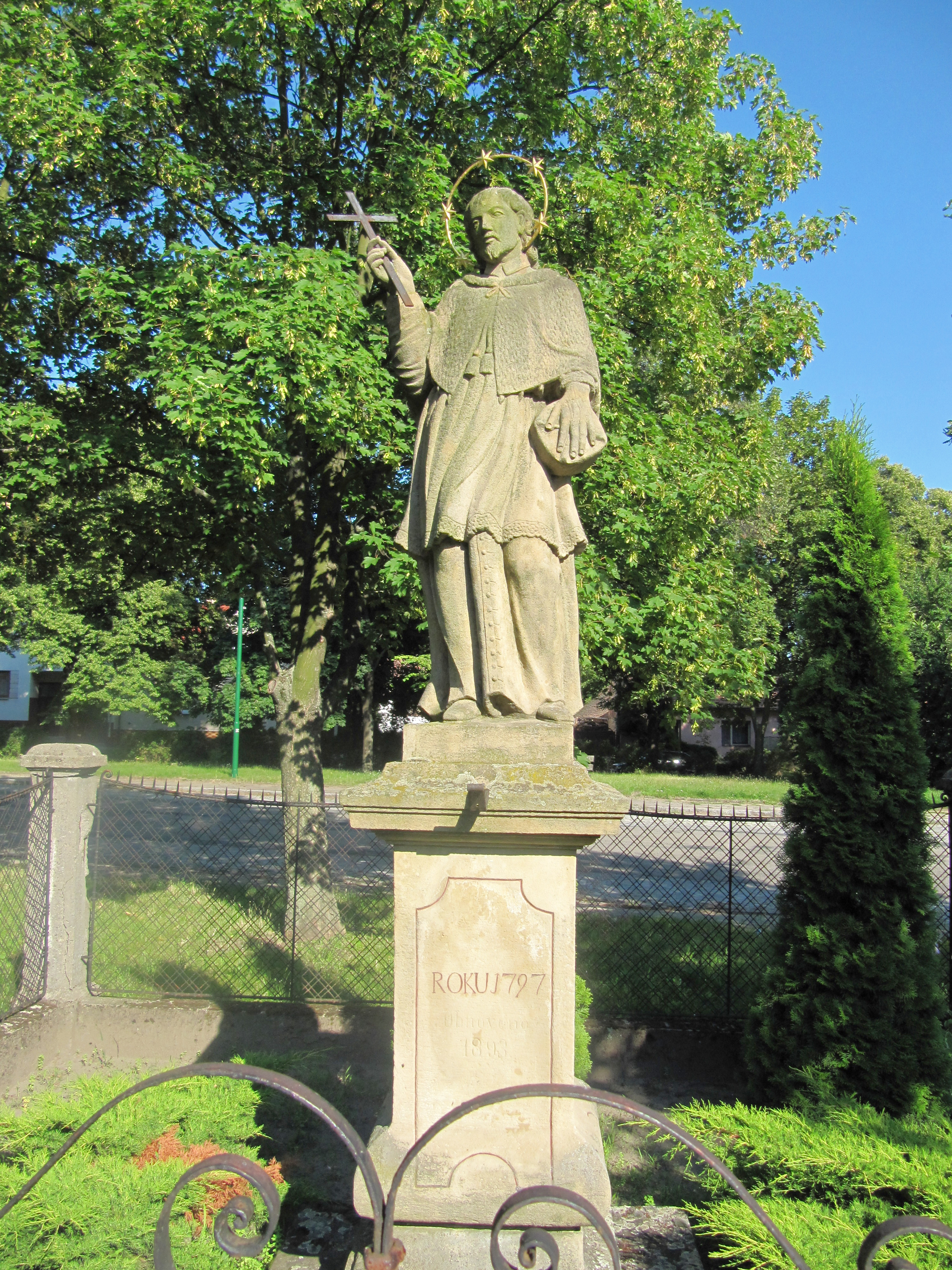
Socha sv. Jana Nepomuckého
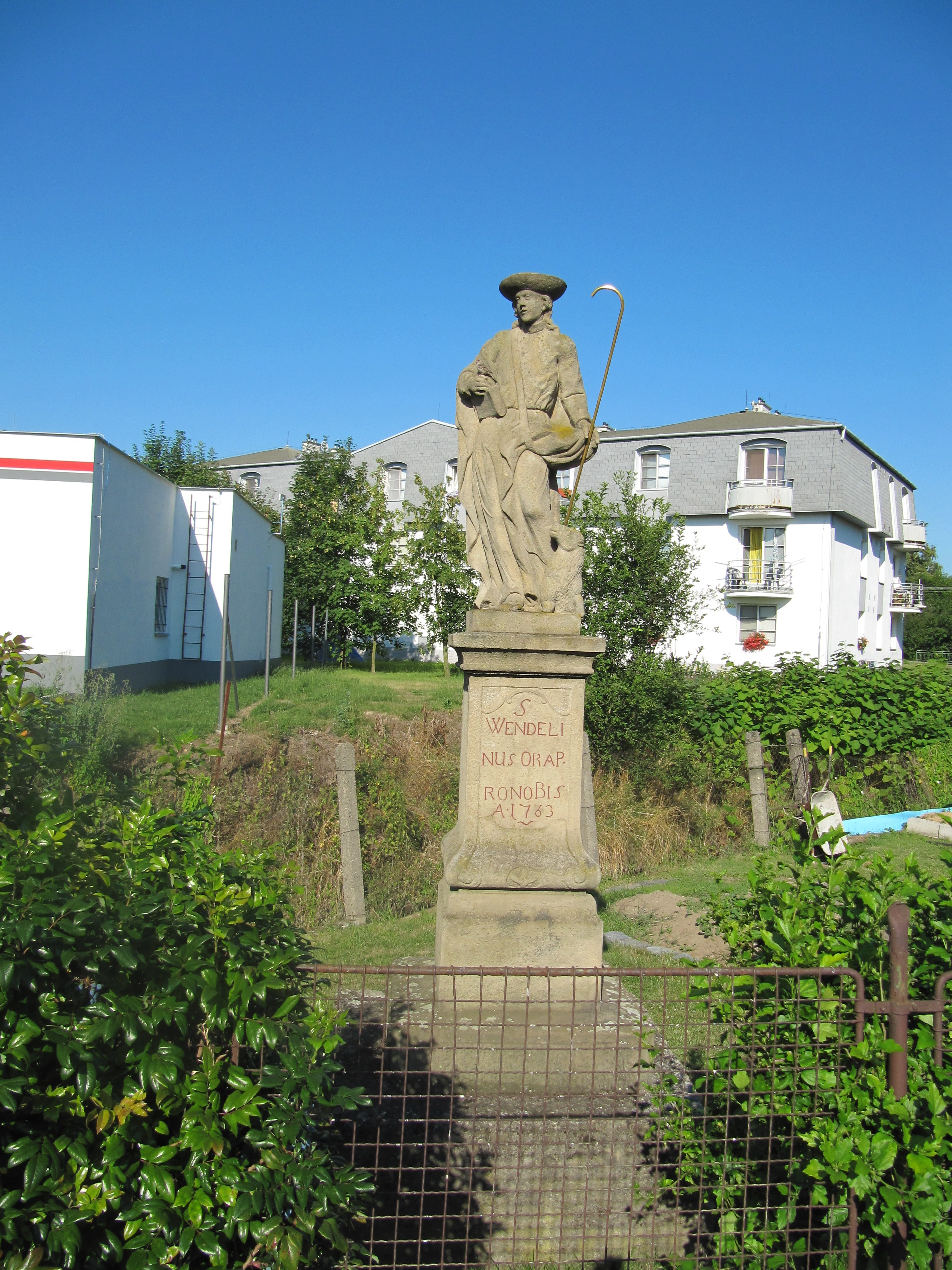
Socha sv. Vendelína
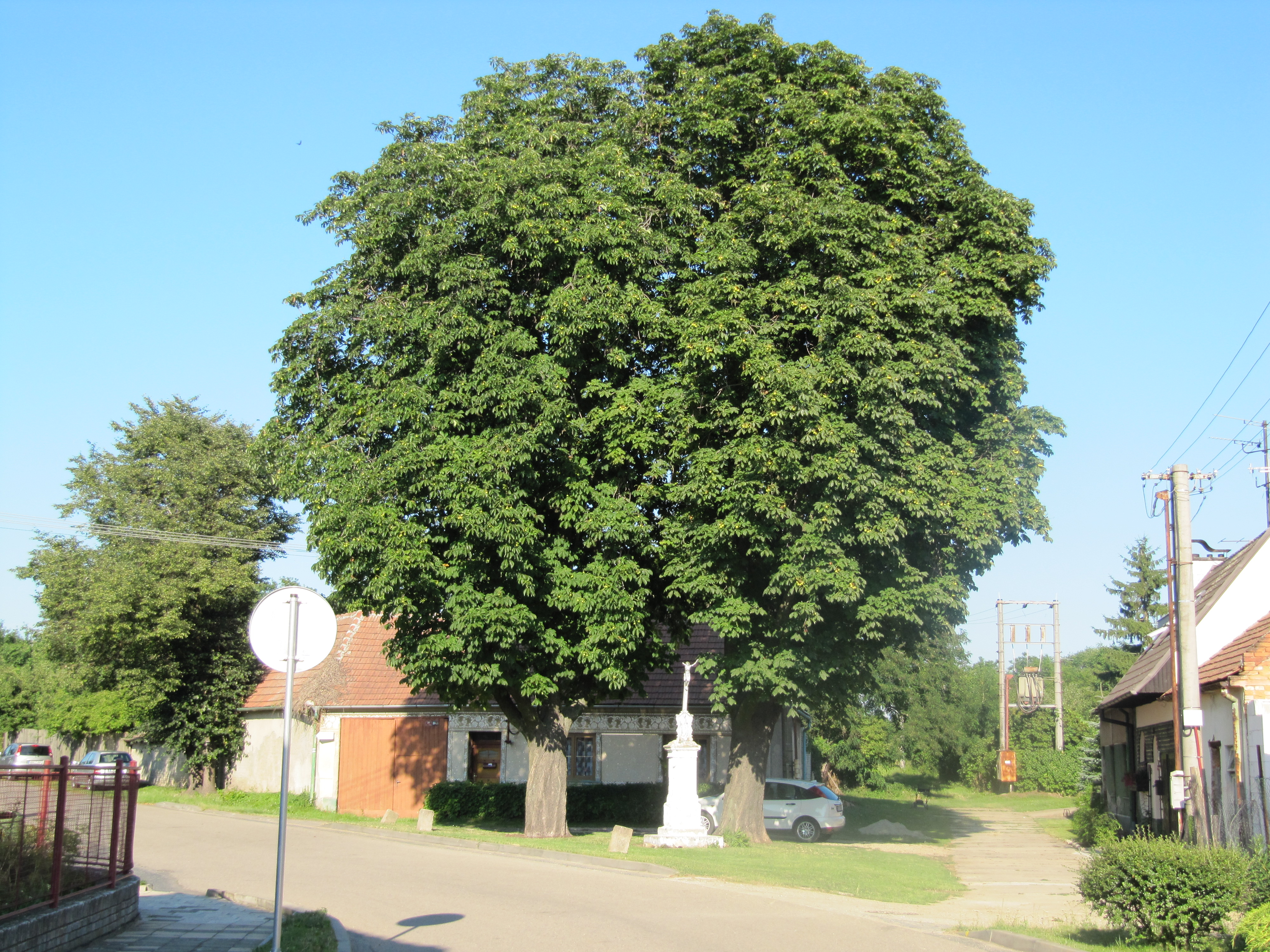
Kříž v ulici 1. máje
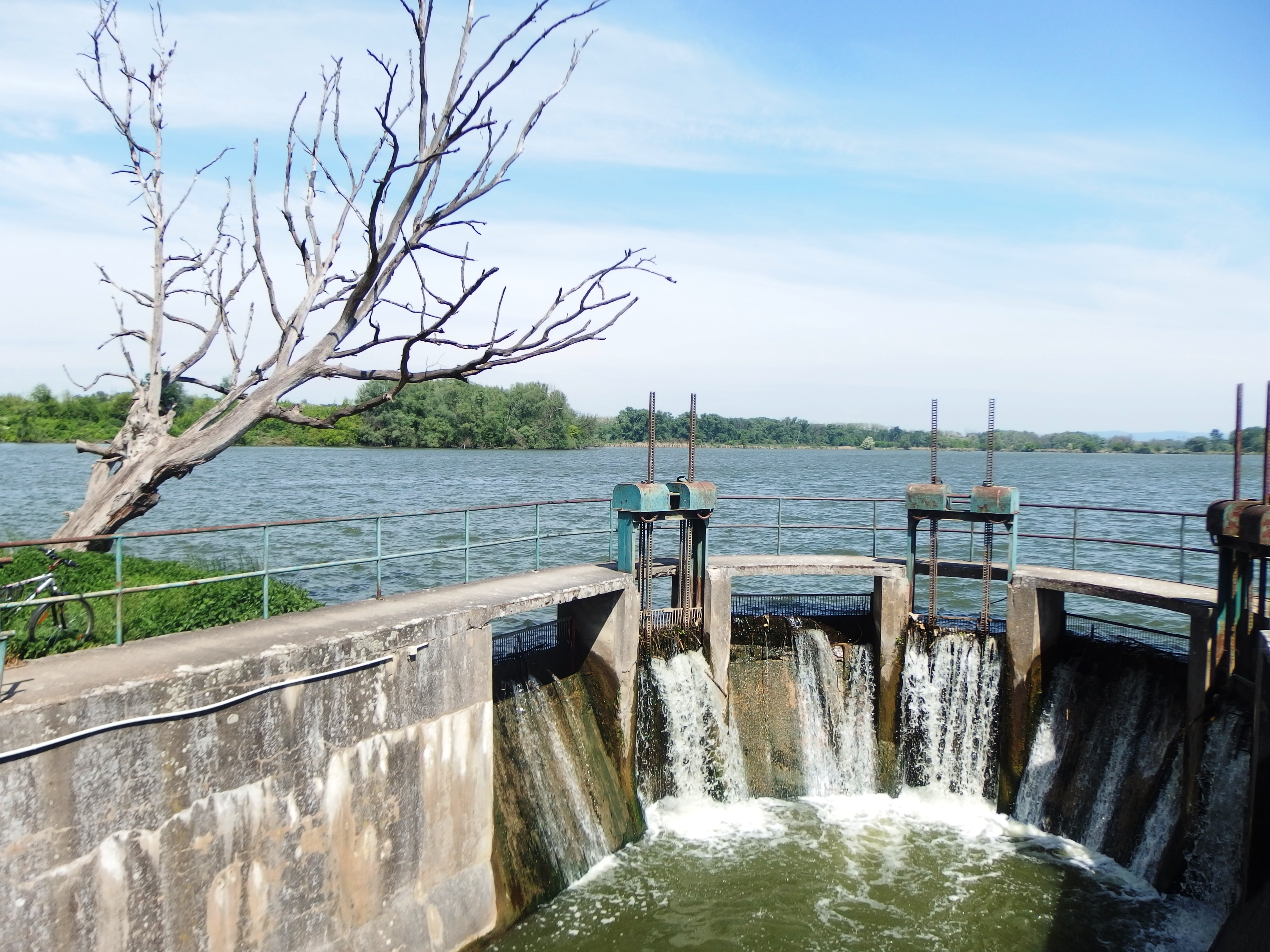
Jarohněvický rybník

## Osobnosti
- Jan Bárta (1883–1959), spisovatel
- Karl Breu (1884–1953), iluzionista a eskapolog
- Bohumila Dubňanská (1883–1966), spisovatelka
- Ludvík Dupal (* 1913 Dubňany), český fotbalista a trenér
- Bohumír Fiala (1915–1979), lékař a spisovatel
- Zbyněk Bobr Horák (1964–2021), skladatel, textař a kytarista
- Helena Malotová-Jošková (1939–2018), basketbalistka, olympionička
- Karel Kapoun (1902–1963), básník
- Vladimír Koštoval (1926–1985), akademický sochař
- Ludvík Podéšť (1921–1968), hudební skladatel a publicista (např. píseň "Babičko, nauč mě charleston")

## Okolí
Na západ a jihozápad od města se táhne severojižně orientovaný řetězec rybníků sahající až k okraji Hodonína. Asi 1,5 km severovýchodně od města (od bývalé budovy nádraží směrem na Kyjov) se nachází cenná archeologická lokalita, na níž byly nalezeny základy vyhořelého románského kostela postaveného ve 13. století, byly odkryté v září 1927 a pozůstatky hřbitova (nalezeny zbytky lidských koster).